# أياكا ماتسوموتو
أياكا ماتسوموتو (26 ديسمبر 1988 في الصين - ) (بالكانا:まつもと あやか) هي لاعبة كرة طائرة الصين ويابانية.

## وصلات خارجية
- أياكا ماتسوموتو على موقع عالم الكرة الطائرة (الإنجليزية)
- أياكا ماتسوموتو على موقع الدوري الياباني (سيدات) (اليابانية)
- أياكا ماتسوموتو على موقع الدوري الياباني (مؤرشف) (اليابانية)
- أياكا ماتسوموتو على موقع الدوري الياباني (مؤرشف) (اليابانية)